# Menno de Bruyne
Menno de Bruyne (Goes, 6 oktober 1957) was van 1984 tot 2024 fractievoorlichter voor de Tweede Kamerfractie van de SGP.

## Levensloop
De Bruyne groeide op in het Zeeuwse Colijnsplaat. Hij bezocht het Christelijk Lyceum voor Zeeland in Goes. Zijn belangstelling voor politiek werd gewekt in 1975 toen Harry van Doorn (PPR), op dat moment minister van Cultuur, Recreatie en Maatschappelijk Werk, een partijgenoot van hem, Erik Jurgens, benoemde tot directeur van de NOS. Dat vond De Bruyne schandalig. Samen met verschillende klasgenoten bezocht hij toen veel bijeenkomsten van politieke partijen.
De Bruyne studeerde politieke wetenschappen aan de Universiteit Leiden. Daarna keerde hij terug naar Zeeland en schreef onder andere artikelen voor het Nieuwsblad voor de Bevelanden en De Banier, het partijblad van de SGP. Op 1 juni 1984 begon hij te werken voor de SGP-fractie in de Tweede Kamer en was daarmee een van de eerste fractievoorlichters van Nederland.
Zijn bekendheid in staatkundig-gereformeerde kring dankte De Bruyne voor een belangrijk deel aan Haagse propjes, een rubriek die hij verzorgt in het partijblad De Banier. Hierin neemt hij de landelijke politiek en de landelijke politici op lichtvoetige wijze op de korrel. De SGP-voorlichter is een gereformeerd theocraat en geldt als kenner van het Nederlandse staatsrecht, de parlementaire geschiedenis van Nederland en het koningshuis. Ook valt hij op door zijn enigszins excentrieke gedrag en 'Engelse' kledingstijl. Zijn dierenliefde werd erkend door de Dierenbescherming en zelf zegt hij: Net als kinderen hebben dieren geen besef van wat hun overkomt. Dat grijpt mij aan. En het is door de zondeval van de mens dat dieren in de misère zijn terechtgekomen. Hij heeft een fascinatie voor koeien, die hij in diverse interviews noemt.
Vanaf 2017 ging De Bruyne een aantal dagen per week werken voor Kamervoorzitter Arib: Ik moet de historie van de Tweede Kamer beter voor het voetlicht gaan brengen. Op aandringen van De Bruyne werd in juni 2017 een SGP-kamertje in het Binnenhof vernoemd naar de communist Gerrit Kastein, die daar opgesloten had gezeten. In oktober 2024 ging De Bruyne met pensioen.

### Persoonlijk
De Bruyne is lid van de Gereformeerde Gemeente in Nederland. Hij is gescheiden van zijn Duitse vrouw; ze hebben twee zonen. Hun huwelijk werd gesloten door predikant Hette Abma, destijds Eerste Kamerlid voor de SGP.

## Publicaties
- Nog bĳzonderheden? Bij het afscheid van Tweede Kamerlid Mr.dr. J.T. van den Berg (Heerenveen: Groen, 2002) ISBN 90-5829-300-9
- Van der Vlies 25 jaar Kamerlid, 10 juni 1981-2006 ('s-Gravenhage: Staatkundig Gereformeerde Partij, 2006) ISBN 978-90-72164-11-7